# Brynhild (novela)
Brynhild (en inglés: Brynhild, or The Show of Things) es una novela escrita en 1937, por el británico H. G. Wells.

## Resumen
Rowland Palace es un novelista  casado con una prima lejana, Brynhild, una "Tranquila Amante" quién es 12 años menor que él. Incomprensiblemente sensible a las críticas, Palace se ha estado distanciando de una esposa que se ha vuelto muy crítica hacia su persona. Cuándo decide que necesita contratar a un publicista para cultivar su descuidada imagen pública, prefirió hacerlo de forma secreta.  El publicista que contrata, Immanuel Cloote, resulta ser un individuo con imaginación y ''gusto manifiesto".
Mientras tanto, Brynhild conoce y se convierte en la única confidente de Alfred Bunter, un joven novelista en ascenso, cuyo éxito popular pone en celos a Palace.  Bunter le confiere un secreto a Brynhild, quién le dijo que su verdadera identidad era David Lewis, oriundo de Cardiff, y que había abandonado a su esposa para asumir una nueva identidad como escritor. A pesar de que le confirió ese secreto a Brynhild, es rápidamente conocida por un tal Mr. Cloore, quién intentará usar el secreto para destruir a cualquier competidor literario de Rowland Palace. La difícil  situación entre Bunter y Lewis provocan la simpatía de Brynhild. Brynhild, quién había sentido que estaba "demasiado distante de por vida", obtiene una nueva sensación de confianza y seguridad hacia ella misma, a partir de su breve aventura. Hacia epílogo de la novela, aparece una noticia en donde sale ella junto con un niño.

## Temas
Brynhild es principalmente una sátira en la que Wells se burla de los desarrollos del escenario literario contemporáneo en Gran Bretaña, especialmente las relacionadas con la publicidad. La novela también analiza los malentendidos matrimoniales en un vena claramente cómica.